# Société des agrégés
La Société des agrégés est une association créée en 1914 sous le nom de « Société des agrégés de l'enseignement secondaire ». Elle a pour objectif de défendre les intérêts matériels des titulaires des agrégations de l'enseignement secondaire.

## Historique
La Société des agrégés de l'enseignement secondaire est fondée en mai 1914 à Paris.

### Société des agrégées (1920-1948)
Créée en 1920 par Claire Suran-Mabire, professeure à Marseille, la Société des agrégées milite pour réduire les inégalités entre hommes et femmes professeurs (notamment au niveau du statut, du salaire et du nombre d'heures de cours). Sa fondation fait suite au refus de la Société des agrégés de compter des femmes parmi ses membres. Éditant le bulletin Les Agrégées, elle fédère 80 % des agrégées, soit 194 adhérentes en 1921 et 1111 en 1939 (deux tiers de Parisiennes et un tiers de provinciales). Elle regroupe plusieurs sensibilités en matière de programmes, de réformes des concours et de relations avec les hommes agrégés ou les enseignantes non agrégées. Au fil du temps, elle se fait de plus en plus une organisation catégorielle visant à défendre la prédominance des agrégées dans les établissements. Sa première présidente est Élisabeth Butiaux ; elle sera suivie par Emma Flobert, Gabrielle Véroux puis Catherine Schulhof (à partir de 1932). Engagée à la CGT, Marthe Fauré fut aussi une personnalité importante de la Société. En 1929, la Société adhère au Conseil national des femmes françaises, après une première période en marge du mouvement féministe ; dans les années 1930, elle est dominée par des enseignantes marquées à gauche et son discours se politise (antinazisme, défense du travail féminin, etc.). La Société cesse son activité durant la Seconde Guerre mondiale, comme son homologue masculine. En 1948, elle fusionne avec la Société des agrégés, une Section des intérêts féminins (SIF) étant créé en son sein, présidée par Catherine Schulhof puis par Marguerite Schwab-Sommer, avant sa dissolution en 1956, dans un contexte où l'essentiel de son programme a été mis en place, d'une implication décroissante de ses membres et, d'une manière plus générale, de l'explosion du nombre d'élèves et du processus d'assimilation progressif du système d'enseignement féminin et masculin,.

## Revue
La Société publie L'Agrégation, qui donne notamment les résultats annuels de chaque concours.

## Présidents
- André Sainte-Laguë (1917-1919) ;
- Paul Fouquet (1919-1920) ;
- Adrien Berthod (1920-1921) ;
- Édouard Rey (1921-1927) ;
- André Sainte-Laguë (1928-1931) ;
- Gustave Rodrigues (1931-1933) ;
- Pierre Couissin (1933-1936) ;
- Gaston Martin (1936-1938) ;
- Hector Mériaux (1938-1940) ;
- 1940-1944 : vacance
- André Fouilhé (1944-1946)[6] ;
- Albert Sandoz (1946-1951)[7] ;
- Pierre Bennezon (1951-1954)[8] ;
- Pierre Sénécat (1954-1956)[9] ;
- Jean Marchais (1956-1960)[10] ;
- Guy Bayet (1960-1990) ;
- Geneviève Zehringer (1990-2006)[4] ;
- Jean-Michel Léost (2006-2012) ;
- Blanche Lochmann (2012-2020) ;
- Stéphane Cardini (2020-2022) ;
- Stéphanie Aydin (depuis 2022).

### Sur la Société des agrégés
- Yves Verneuil (dir. Françoise Mayeur), La Société des agrégés, de sa fondation à nos jours (thèse de doctorat en histoire), Paris, université Paris-IV, 2001, 1 404 (SUDOC 060042877).
- Yves Verneuil, « Valeurs et combats de la Société des agrégés depuis 1914 », Vingtième Siècle, vol. 77, no 1,‎ 2003, p. 69-84 (DOI 10.3917/ving.077.0069).
- Yves Verneuil, « La Société des agrégées, entre féminisme et esprit de catégorie (1920-1948) », Histoire de l'éducation,‎ 2007, p. 19-224 (lire en ligne).
- Martine Walker, « Un aspect des luttes féminines dans l'enseignement secondaire : la Société des agrégées (1920-1948) », Pénélope, no 2,‎ printemps 1980, p. 61-63.